# Blodelsheim
Blodelsheim je občina v departmaju Haut-Rhin francoske regije Alzacija.
Leta 2008 je v občini živelo 1.643 oseb oz. 79 oseb/km².